# 11-бета-Гидроксилаза
11β-Гидроксилаза — фермент человека, преимущественно локализованный в митохондриях клеток пучковой зоны коры надпочечников. Принадлежит к суперсемейству цитохрома P450, отсюда официальное название гена, кодирующего белок: CYP11B1 (англ. cytochrome P450, family 11, subfamily B, polypeptide 1). Ген CYP11B1 в высокой степени гомологичен гену CYP11B2, кодирующему альдостеронсинтазу.

## Функции
11-бета-гидроксилаза добавляет гидроксильную группу к 11-деоксикортизолу и 11-деоксикортикостерону в позиции 11-го атома углерода (см. схему нумерации), генерируя соответственно кортизол и кортикостерон.

## Медицинское значение
Мутации гена вызывают редкую форму врождённой гиперплазии надпочечников: врождённую гиперплазию коры надпочечников вследствие недостаточности 11-бета-гидроксилазы (OMIM 202010).